# Acél Dezső
Acél Dezső, született Neubauer (Budapest, 1890. december 31. – Budapest, 1945. február 6.) főorvos.

## Élete
Neubauer Gyula (1862–1932) marhakereskedő és Fischel Babetta fia. Budapesten folytatta egyetemi tanulmányait. Tíz évig a közegészségtani intézet tanársegédje volt. 1920-tól a Pesti Izraelita Hitközség kórházai központi laboratóriumának főorvosa volt. Magyar és német folyóiratokban megjelent bakteriológiai, szerológiai és kémiai vonatkozású tanulmányainak száma hozzávetőlegesen 50-re tehető.
Felesége dr. Vécsei Anna kórházi főorvos volt, Vécsei Samu és Freudenberg Flóra lánya, akit 1919. április 14-én Budapesten, a Ferencvárosban vett nőül.

## Tanulmányai
- A normál- és immunagglutininek különbözősége
- Kongó-vörös táptalaj
- Nitrit-meghatározás ivóvízben
- Nitrit-meghatározás hús- és kolbászfélékben
- Mikronitrogén-meghatározás
- Cholesterin-meghatározás a vérben
- A tífusz-immunitás lényege